# 托农莱班
托农莱班（法語：Thonon-les-bains，法語發音：[tɔnɔ̃ le bɛ̃] ⓘ），法国东部城市，奥弗涅-罗讷-阿尔卑斯大区上萨瓦省的一个市镇，也是该省的一个副省会，下辖托农莱班区，其市镇面积为16.21平方公里，2022年1月1日时人口数量为37689人，在法国城市中排名第222位。
托农莱班位于上萨瓦省北部，阿尔卑斯山系北端，莱芒湖畔，隔湖与瑞士相望。托农莱班因其水疗中心而闻名，当地人口自20世纪后不断上升，现为法国重要的旅游城市和一个区域性的经济中心。

## 地名来源
“托农莱班”一名来源于托农城堡，后者为阿兰日家族所建，其“托农”一名的具体来源尚有待考证。而“莱班”则为一个常见的法语地名后缀，意为“温泉”，自1890年起添加。

## 历史

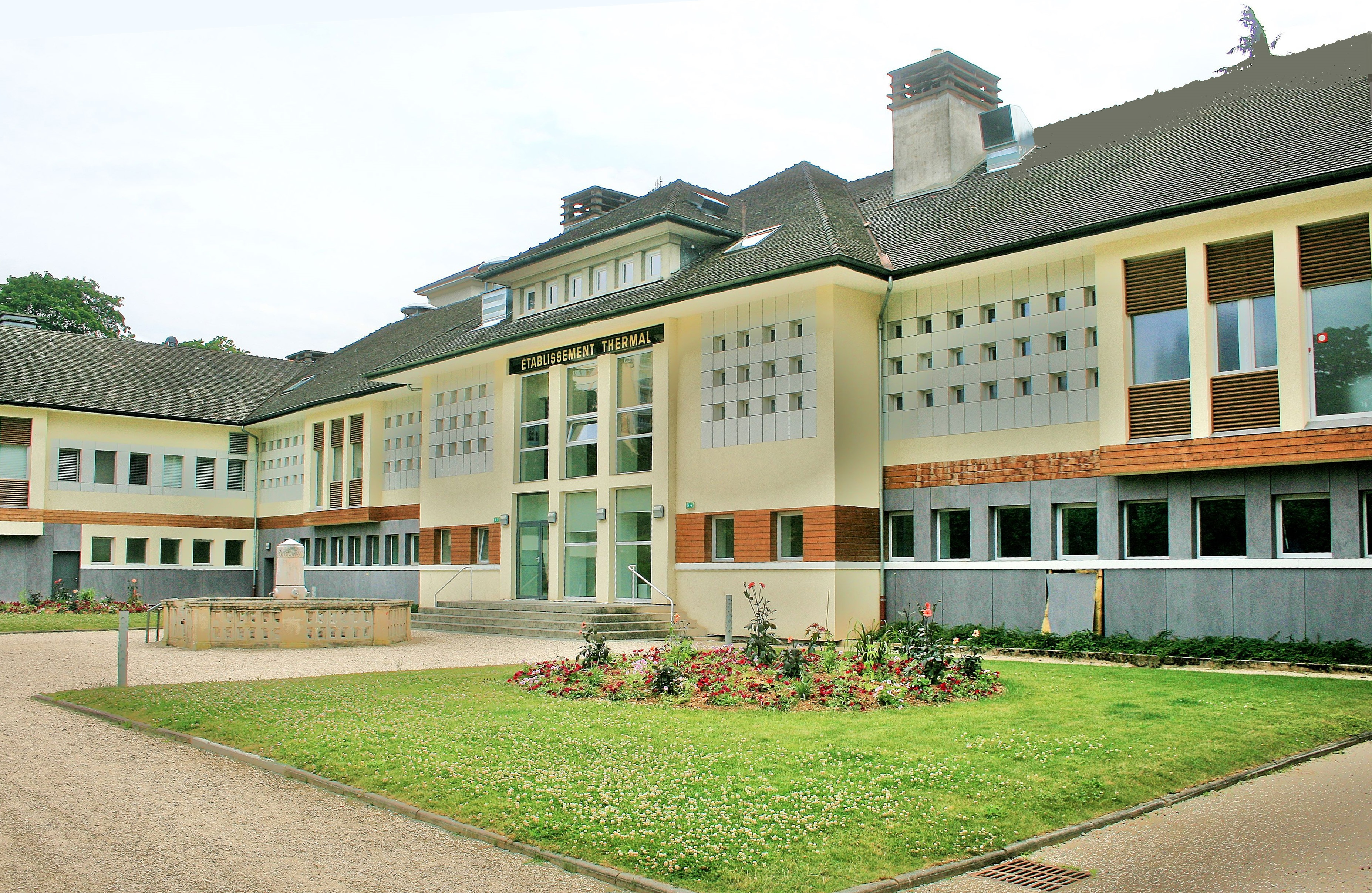
托农莱班水疗中心

高卢时期，托农莱班属于阿洛布罗基人的活动范围，此后长期为莱芒湖南岸的一个普通村落。公元13世纪，阿兰日家族统治了这一区域，“托农”一名首次被提及。中世纪末期，阿兰日家族归顺至萨伏依王朝，伯尔尼人与1536年攻占了托农并建立了托农行政区，1564年根据《洛桑条约》，托农重归萨伏依。法国大革命后，托农成为莱芒省的一个副省会，后于1813年被撒丁王国攻占。1860年，法国与撒丁王国互换领土，托农所在的萨伏伊重归法国，并被划为萨瓦省和上萨瓦省两部分，托农成为上萨瓦省的一个副省会。1890年，因当地温泉资源的开发，“托农”被更名为“托农莱班”，并逐渐发展成为这一地区的重要度假中心。二戰時1940年法國戰敗，托農是維希法國一部份。1942年11月意大利佔領了包括托農的法國南部，直到1943年9月義大利停戰。

## 地理

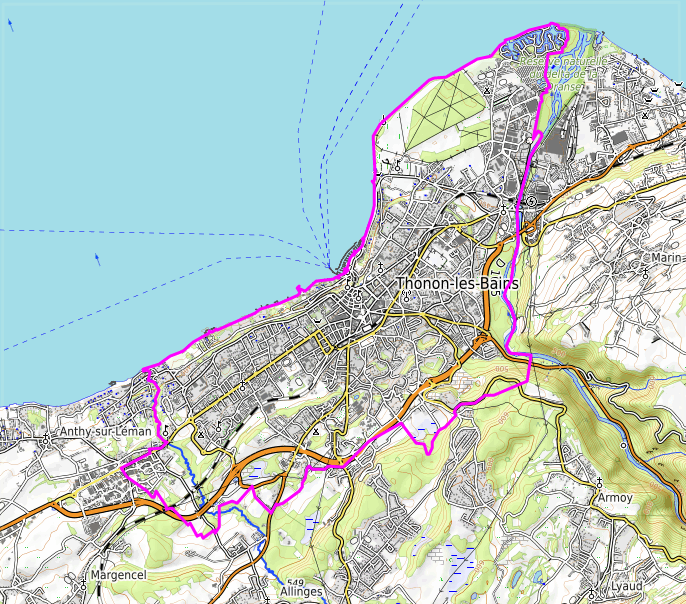
托农莱班市镇地图

托农莱班位于法国东部，奥弗涅-罗讷-阿尔卑斯大区东北部和上萨瓦省北部，距离省会阿讷西大约75公里。与托农莱班接壤的市镇包括：阿兰日、莱芒湖畔昂蒂、阿尔穆瓦、马兰、皮布利耶。

### 地形
托农莱班位于沙布莱山北侧，属于阿尔卑斯山系，境内地势由莱芒湖岸向南侧抬升，部分街道有明显的斜度，全境海拔在371到569米之间。

### 水文
托农莱班位于莱芒湖南岸，后者为罗讷河干流的一个大型堰塞湖，德朗斯河自南向北流经市区东部。

### 气候
托农莱班在柯本气候分类法中属于温带海洋性气候，但因距离海岸线较远，加之受到地形及莱芒湖的影响，当地的气候带有一定的大陆性及山地特征。
托农莱班以东大约6公里的埃维昂莱班境内设有气象站，以下为该气象站的数据（其中日照数据取自日内瓦）：
| 埃维昂莱班1981年－2019年 | 埃维昂莱班1981年－2019年 | 埃维昂莱班1981年－2019年 | 埃维昂莱班1981年－2019年 | 埃维昂莱班1981年－2019年 | 埃维昂莱班1981年－2019年 | 埃维昂莱班1981年－2019年 | 埃维昂莱班1981年－2019年 | 埃维昂莱班1981年－2019年 | 埃维昂莱班1981年－2019年 | 埃维昂莱班1981年－2019年 | 埃维昂莱班1981年－2019年 | 埃维昂莱班1981年－2019年 | 埃维昂莱班1981年－2019年 |
| 月份                     | 1月                      | 2月                      | 3月                      | 4月                      | 5月                      | 6月                      | 7月                      | 8月                      | 9月                      | 10月                     | 11月                     | 12月                     | 全年                     |
| ------------------------ | ------------------------ | ------------------------ | ------------------------ | ------------------------ | ------------------------ | ------------------------ | ------------------------ | ------------------------ | ------------------------ | ------------------------ | ------------------------ | ------------------------ | ------------------------ |
| 历史最高温 °C（°F）      | 18 (64)                  | 20.8 (69.4)              | 22 (72)                  | 25.5 (77.9)              | 31.1 (88.0)              | 34.5 (94.1)              | 36 (97)                  | 36.5 (97.7)              | 28.9 (84.0)              | 24.6 (76.3)              | 19 (66)                  | 17.5 (63.5)              | 36.5 (97.7)              |
| 平均高温 °C（°F）        | 4.8 (40.6)               | 6.6 (43.9)               | 10.8 (51.4)              | 14.3 (57.7)              | 19.4 (66.9)              | 23.1 (73.6)              | 25.5 (77.9)              | 24.7 (76.5)              | 19.7 (67.5)              | 14.6 (58.3)              | 8.8 (47.8)               | 5.3 (41.5)               | 14.8 (58.6)              |
| 日均气温 °C（°F）        | 2.7 (36.9)               | 3.8 (38.8)               | 7.1 (44.8)               | 10.2 (50.4)              | 15.1 (59.2)              | 18.6 (65.5)              | 20.9 (69.6)              | 20.4 (68.7)              | 16 (61)                  | 11.8 (53.2)              | 6.5 (43.7)               | 3.3 (37.9)               | 11.4 (52.5)              |
| 平均低温 °C（°F）        | 0.6 (33.1)               | 0.9 (33.6)               | 3.5 (38.3)               | 6.1 (43.0)               | 10.8 (51.4)              | 14.1 (57.4)              | 16.3 (61.3)              | 16.1 (61.0)              | 12.4 (54.3)              | 9 (48)                   | 4.3 (39.7)               | 1.3 (34.3)               | 8 (46)                   |
| 历史最低温 °C（°F）      | −8 (18)                  | −10.9 (12.4)             | −9.5 (14.9)              | −3.5 (25.7)              | 1 (34)                   | 6.1 (43.0)               | 9.4 (48.9)               | 9 (48)                   | 5 (41)                   | −0.5 (31.1)              | −4.5 (23.9)              | −9.7 (14.5)              | −10.9 (12.4)             |
| 平均降水量 mm（）        | 67.7 (2.67)              | 61.6 (2.43)              | 70.4 (2.77)              | 89.8 (3.54)              | 107.8 (4.24)             | 111.8 (4.40)             | 112.8 (4.44)             | 110.3 (4.34)             | 104.7 (4.12)             | 109.6 (4.31)             | 96.6 (3.80)              | 85.2 (3.35)              | 1,128.3 (44.42)          |
| 月均日照時數             | 59                       | 88.9                     | 154.1                    | 176.3                    | 197                      | 234.7                    | 262.9                    | 237                      | 189.2                    | 118.4                    | 67.1                     | 50.1                     | 1,834.7                  |
| 来源：infoclimat.fr      |                          |                          |                          |                          |                          |                          |                          |                          |                          |                          |                          |                          |                          |

## 行政区划
托农莱班是法国奥弗涅-罗讷-阿尔卑斯大区上萨瓦省的一个市镇，编号为74281，它也是上萨瓦省的一个副省会。托农莱班下辖托农莱班区，管理托农莱班县，同时也是托农城市圈公共社区的办公驻地。
法国国家统计与经济研究所（简称）在进行数据统计时，将托农莱班及相邻的另外12个市镇设为托农莱班城市核心区，并将包括核心区在内的周边共31个市镇划为托农莱班城市区。
同时，还将托农莱班市镇分为了10个“块区”（IRIS），以便于统计人口分布情况。

## 交通

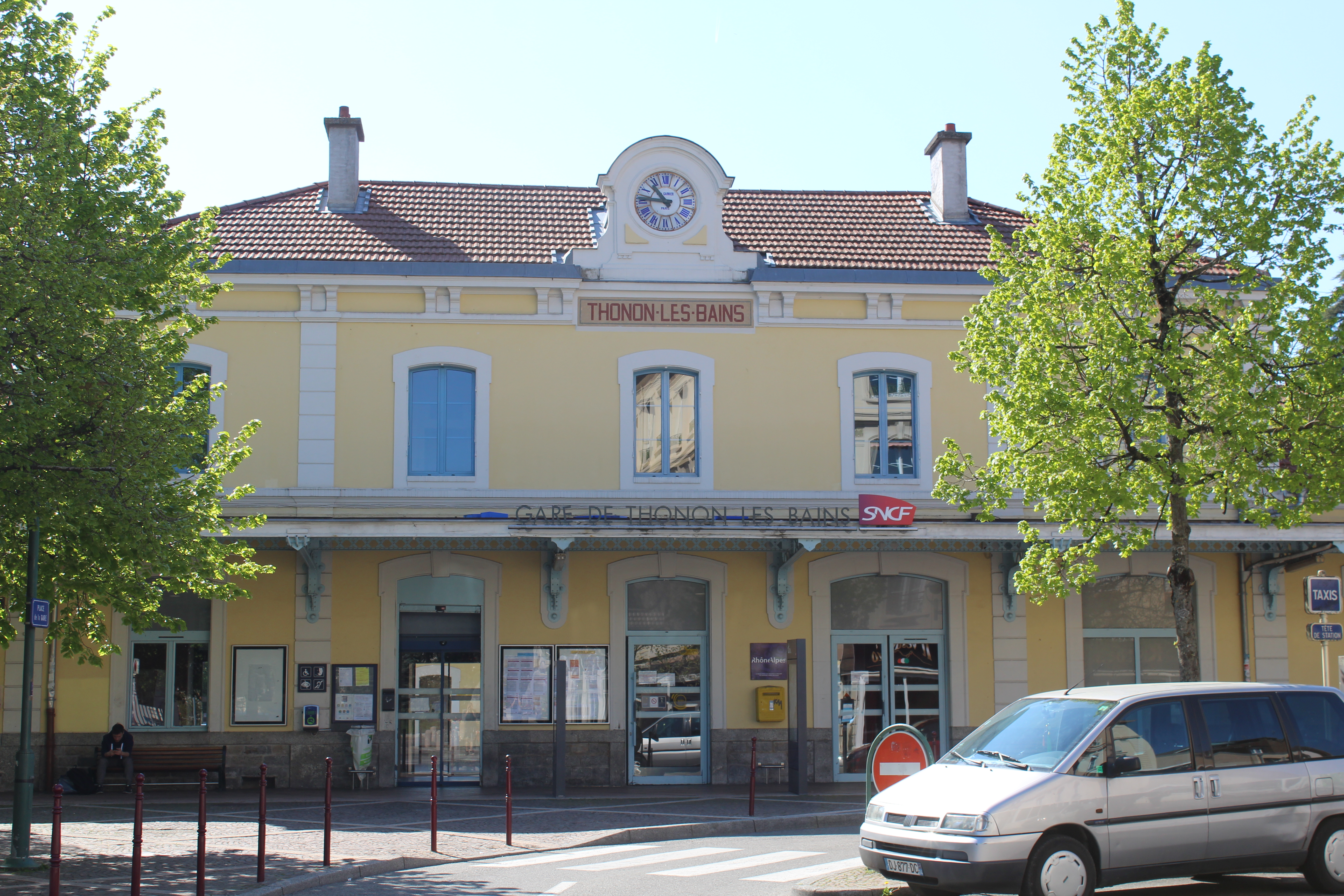
托农莱班站

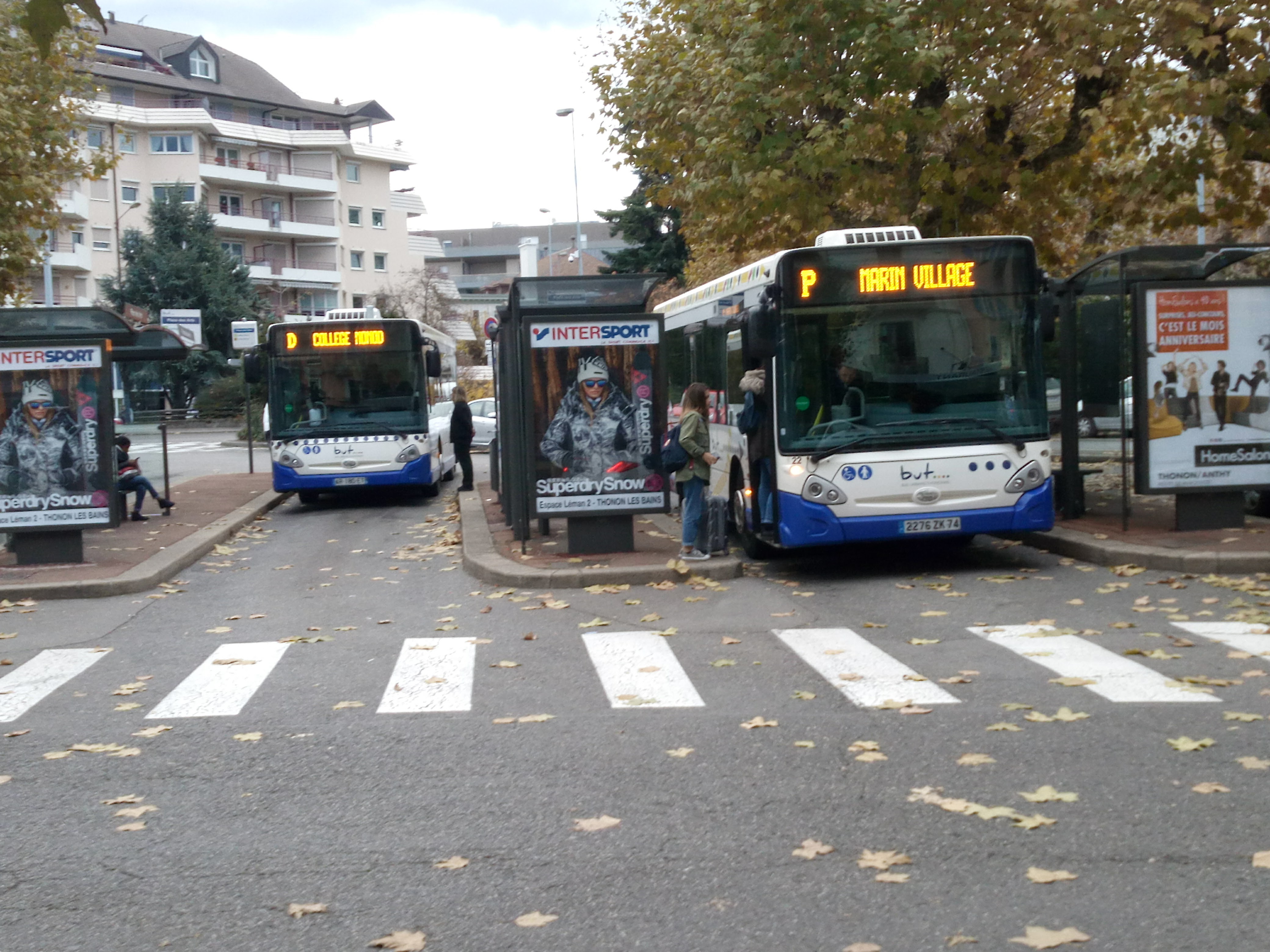
托农莱班公交总站

### 公路
多条上萨瓦省省道在托农莱班境内交汇，其中D1005线为莱芒湖南岸的快速通道，通过多个出入口与托农莱班市区连接。
上萨瓦省城际客运提供途径托农莱班前往日内瓦、贝勒沃和克吕斯三个方向的城际巴士。
2015年，70.7%的托农莱班家庭拥有至少一辆的私人汽车。2016年，托农莱班境内共发生各类交通事故13起，造成2人遇难，14人受伤。

### 铁路
托农莱班位于隆日赖－勒布沃雷铁路线上，该铁路是莱芒湖南岸的沿湖干线，现运营区段最东端为埃维昂莱班。托农莱班站位于市区，该站停靠往返于贝勒加德与埃维昂莱班之间的区域列车，冬季及节假日还会增开可直达巴黎的高速列车。

### 航空
距离托农莱班最近的民用航空站为日内瓦国际机场，大约40公里，车程在1小时以内。

### 城市公共交通
为托农莱班城市公共交通的商业名称，该系统下属各类线路十余条，其线路网覆盖了包括托农莱班及埃维昂莱班在内的莱芒湖南岸多个市镇。

### 缆车
托农莱班缆车建成于1888年，连接托农莱班市中心和莱芒湖畔，其支线距离约200米，但其两端高差则达46米。

## 政治

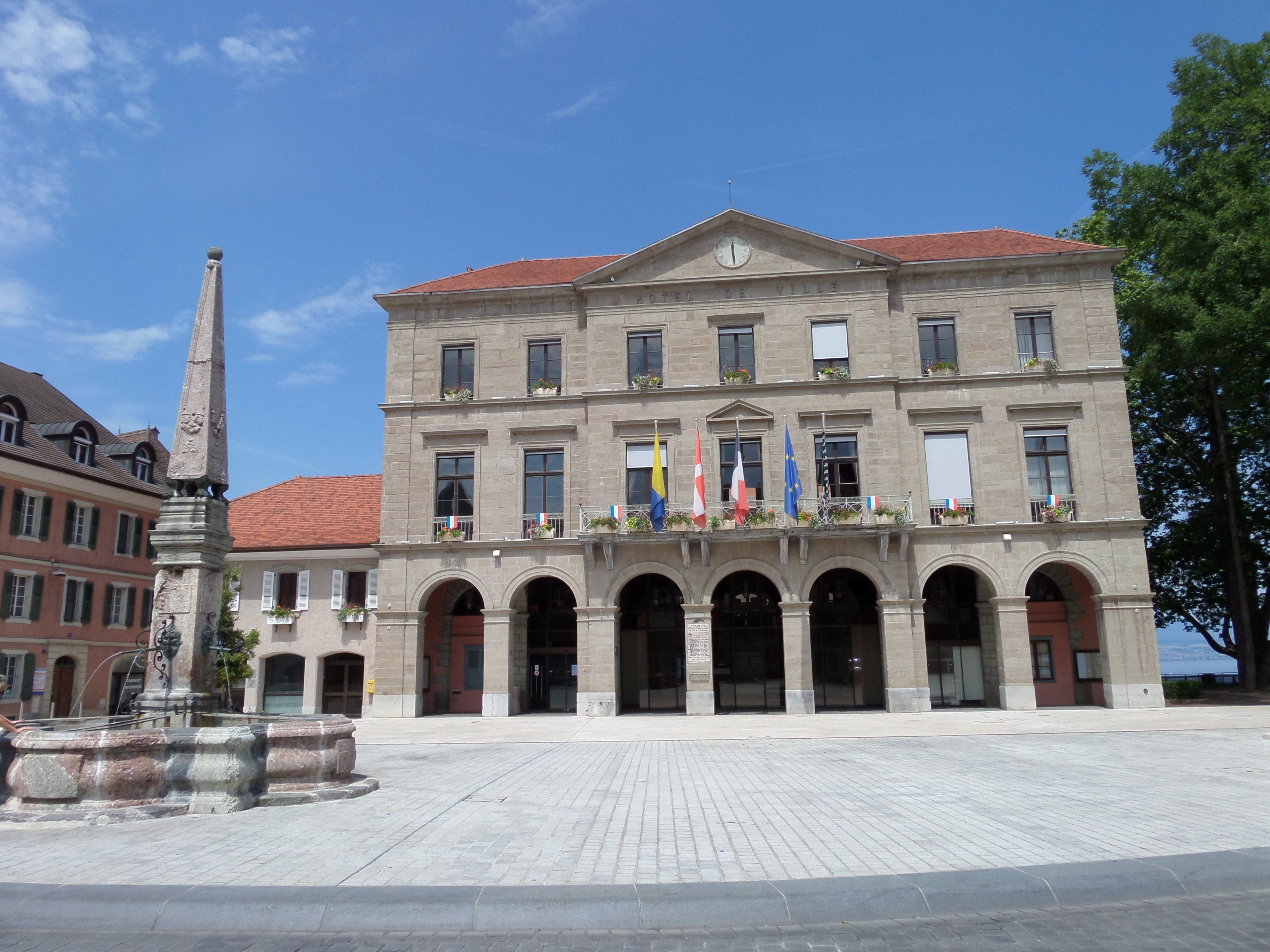
托农莱班市政厅

托农莱班的现任市长为克里斯托夫·阿尔曼容先生（Christophe Arminjon），他是一名右翼无党派人士，在2020年的市政选举中获得48.36%的支持率；其前任让·德奈先生（Jean Denais）自1995年起担任并连续三次连任，在2014年的市政选举中获得了39.12%的支持率。
在2017年的法国总统大选中，法国第25任总统埃马纽埃尔·马克龙在托农莱班获得了72.45%的支持率。
| 托农莱班历届市长 |                     |                                                                        |
| 任期             | 市长                | 党派                                                                   |
| 1944年－1980年   | 乔治·皮安塔         | RI独立激进党 →UDF法国民主联盟 →PR法国共和人党                          |
| 1980年－1995年   | 保罗·纳拉           | DVD右翼无党派人士                                                      |
| 1995年－2020年   | 让·德奈             | UDF法国民主联盟 →PR法国共和人党 →DL民主自由 →UMP人民运动联盟 →LR共和黨 |
| 2020年－         | 克里斯托夫·阿尔曼容 | DVD右翼无党派人士                                                      |

## 人口
2017年，托农莱班市镇人口数量为34,756，在法国排名第222位。其中男性16,469人，女性18,663人，75岁及以上人口占9.5%，外籍人口数量为3,468人，人口密度为2,144人/平方公里，当地居民被称为（男性）或（女性）。2018年，托农莱班境内出生445人，死亡人口380人。
| 年份   | 1936   | 1946   | 1954   | 1962   | 1968   | 1975   | 1982   | 1990   | 1999   | 2006   | 2011   | 2016   | 2017   |
| ------ | ------ | ------ | ------ | ------ | ------ | ------ | ------ | ------ | ------ | ------ | ------ | ------ | ------ |
| 人口數 | 12,183 | 13,181 | 14,016 | 17,080 | 20,700 | 26,354 | 26,040 | 29,677 | 28,927 | 31,213 | 33,928 | 35,132 | 34,756 |

## 经济
托农莱班的经济以旅游业为主，温泉及水疗为当地的主要旅游项目。此外托农莱班也是一个区域性的行政中心，上萨瓦省的副省会及多个区域性机构在此设有分支。

## 财政收入
2018年，托农莱班的财政收入总额为50,066,800欧元，财政支出总额为40,389,600欧元，当年的债务总额为54,941,900欧元。
2014年，托农莱班的人均收入总额为2,760欧元，其中高职人员为4,047欧元，普通职员为1,828欧元。
2016年，托农莱班境内的青壮年（15至64岁）失业率为13.9%，当地47.5%的家庭拥有纳税资格。

## 社会事务

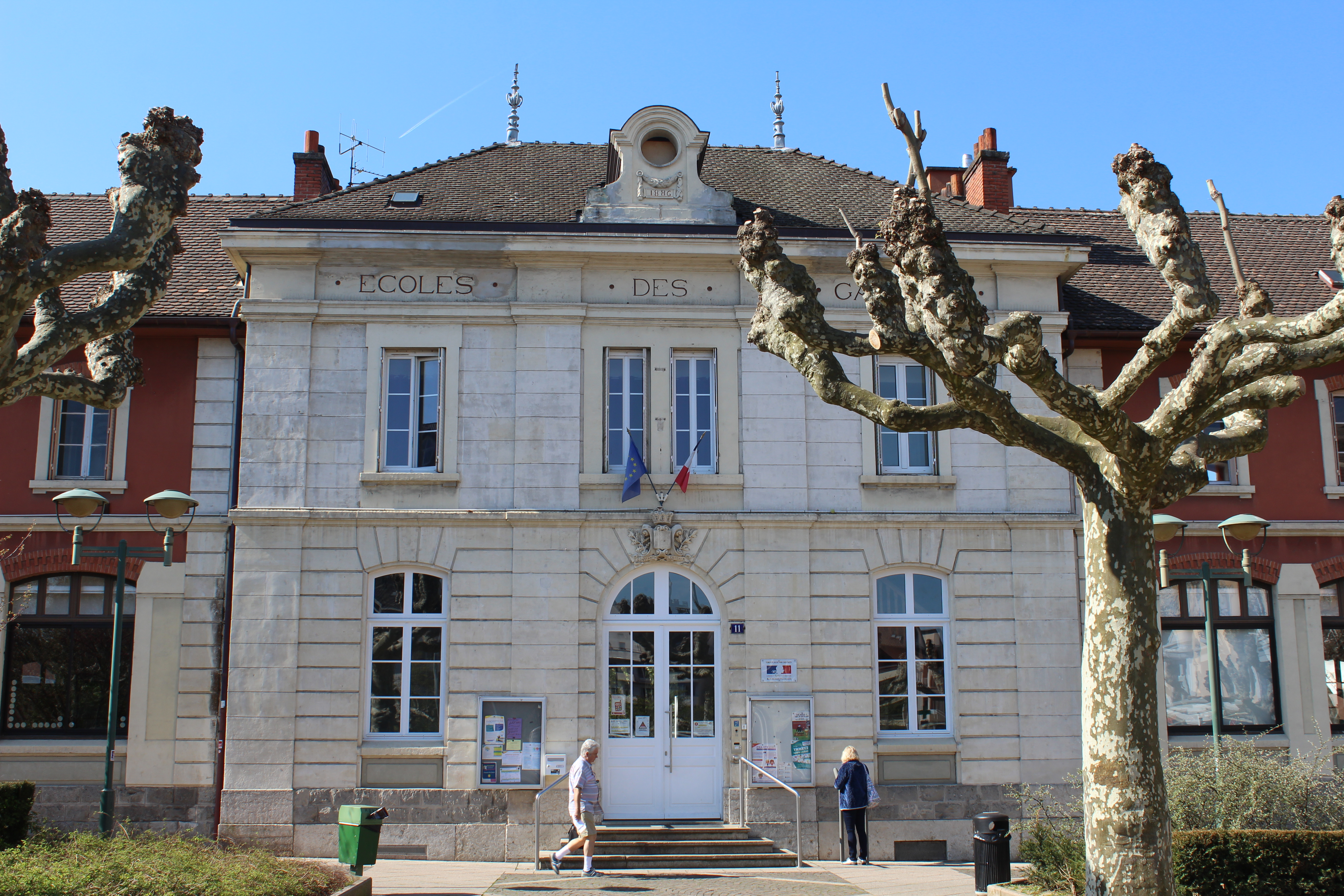
托农美术学校

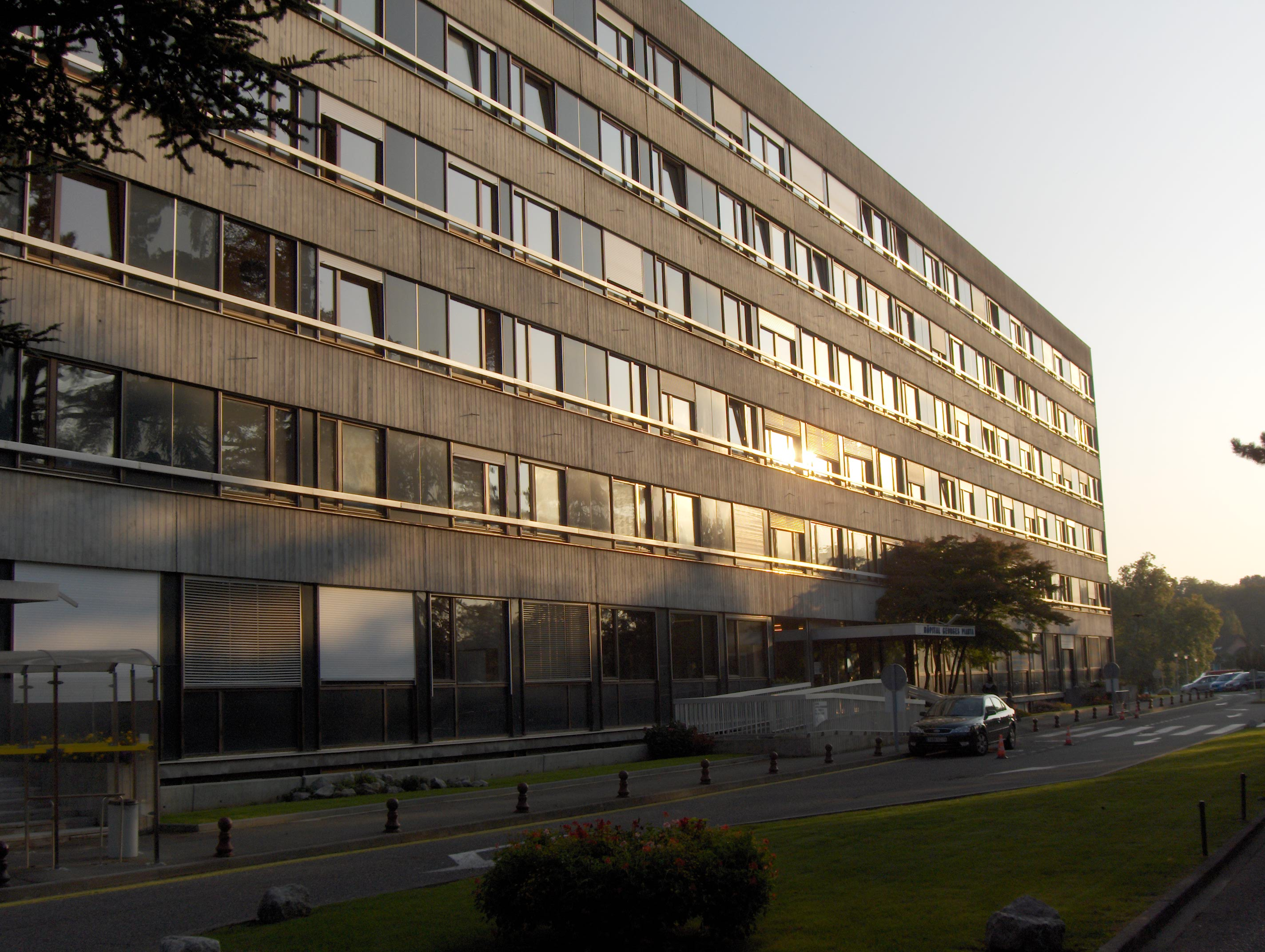
托农莱班中心医院

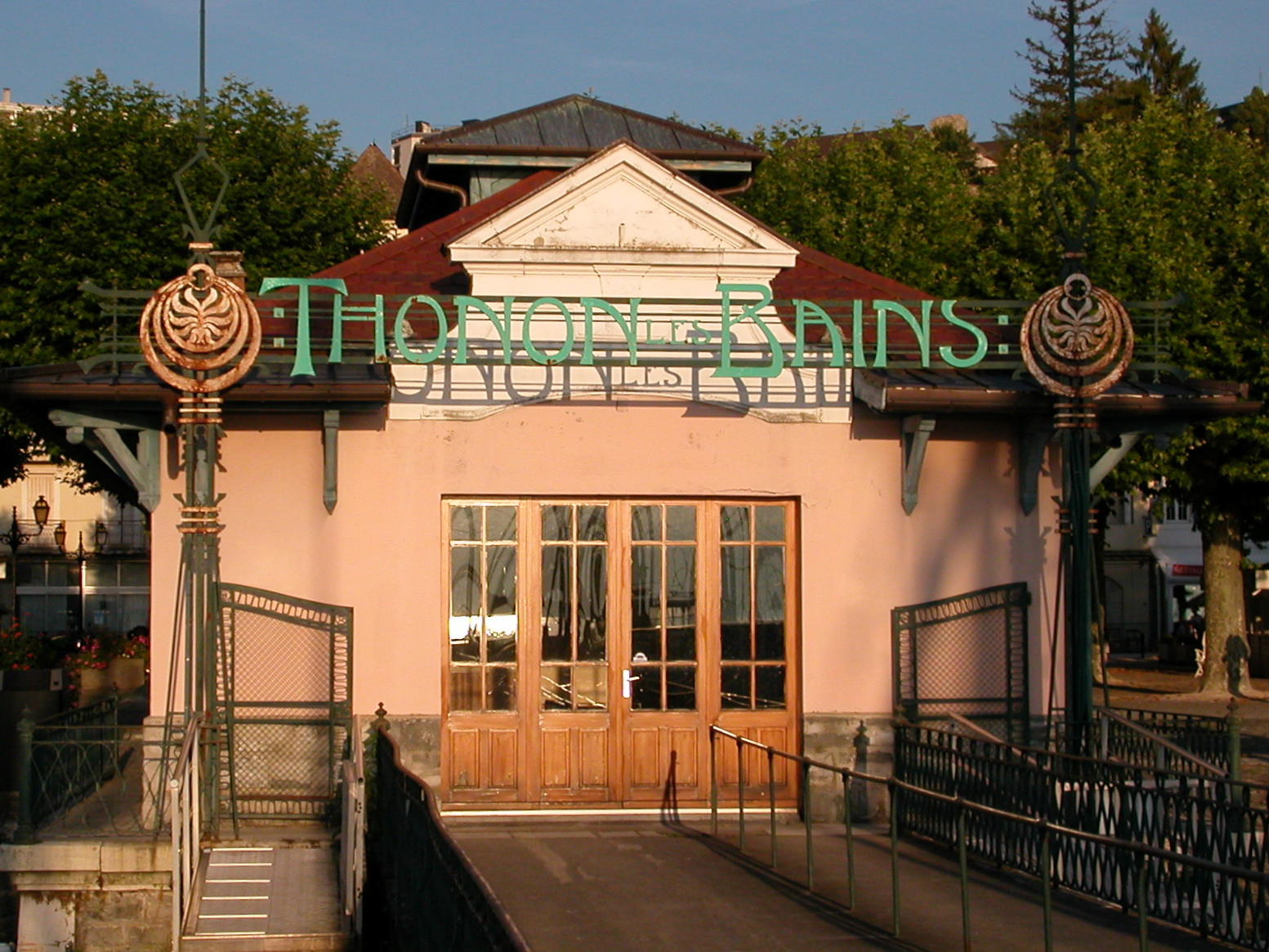
托农莱班海关

### 教育
托农莱班属于格勒诺布尔学区。截止2018年1月1日，托农莱班境内共有3所幼儿园、11所小学、4所初级中学、4所普通高中、1所农业高中和2所职业高中，其中部分高中开设大学校预科班。2018至2019学年度，托农莱班境内共有中小学生5,291名。

### 医疗
截止2017年1月1日，托农莱班境内共有全科医生36名、保健师47名、牙医36名、护士38名、耳科医生1名、眼科医生4名、皮肤科医生4名、助产士7名、儿科医生6名和妇科医生4名。境内共有药房12家，养老院9家，残疾人帮扶中心9家。
托农莱班中心医院成立于1968年，位于托农莱班市区南部，是当地规模最大的公立综合性医院。此外托农莱班还有两处温泉水疗中心。

### 住房
2015年，托农莱班境内共有各类住房19,599套，其中84.9%为常住房屋。集中式居民区主要分布在市区X部

### 商业
2017年，托农莱班境内共有各类商铺2,539家，其中餐饮服务类1,026家。市区X部建有大型开放式商业街区。

### 体育
2017年，托农莱班境内共有1家游泳池、6间健身房、1座综合体育场、20处网球场、1处马术场、3处足球或橄榄球场以及4处篮球或排球场。
托农埃维昂大日内瓦足球俱乐部是当地的一支足球队，曾于2010至2016年间参见法国足球职业联赛，2019至2020赛季参加法国足球第六梯队的比赛，其主场約瑟夫·穆瓦納體育場位于托农莱班市区。

### 环境
托农莱班的环境事务由其所属的公共社区负责。2017年，托农莱班境内共有3家污染企业。

### 治安
2014年，托农莱班及附近地区共发生各类案件2,240起，其中盗窃类案件1,215起，经济类案件159起，毒品交易类案件315起。

## 文化

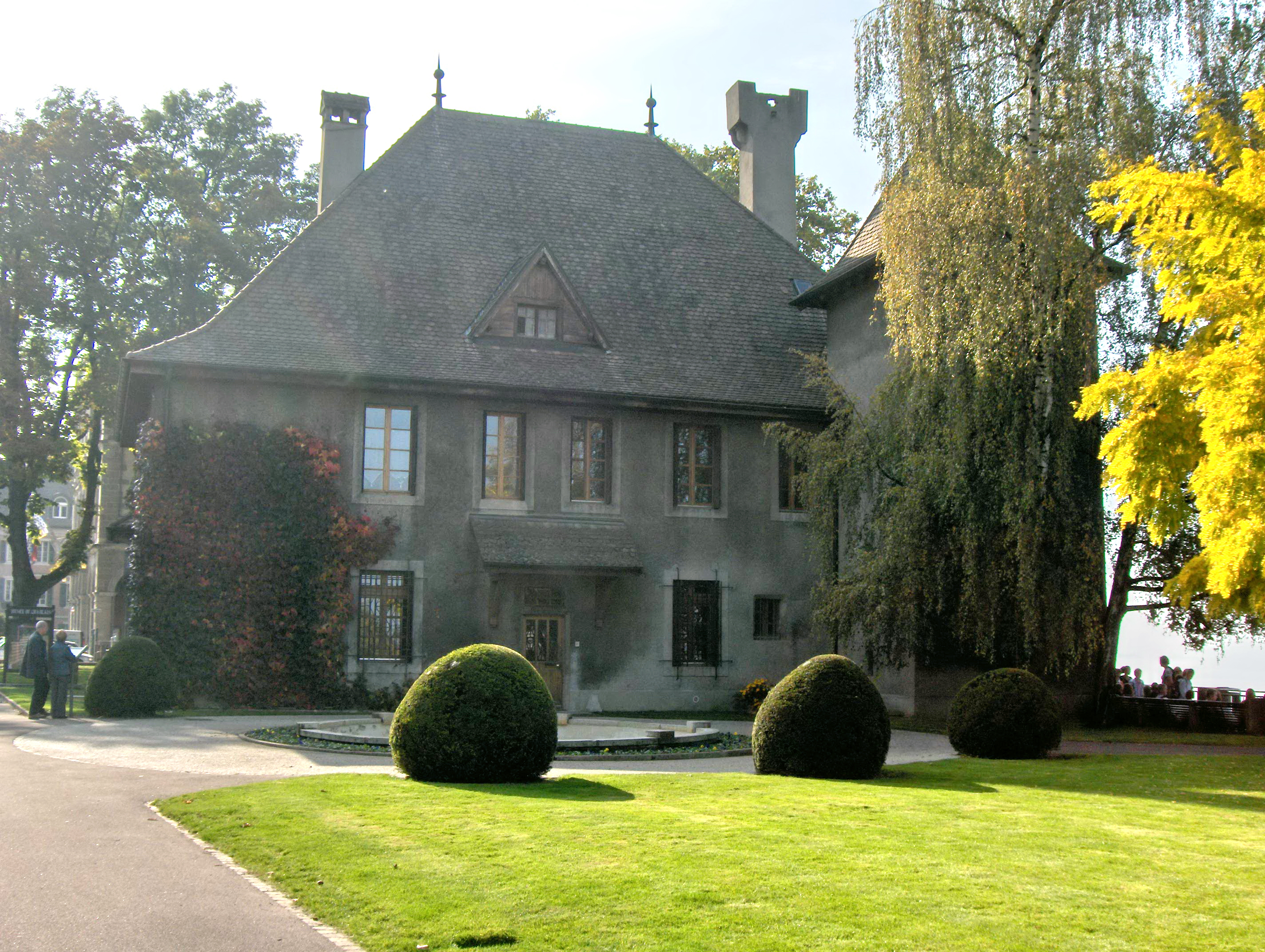
索纳城堡旧址

2017年，托农莱班境内共有1个剧场、2个电影院和1个博物馆。

### 建筑
托农莱班境内有多处法国国家文物保护单位，其中索纳城堡建于17世纪，历史上为当地的一个封建贵族宅邸，自1883年起被开辟为沙布莱博物馆，是当地的代表性建筑物。

### 旅游
2018年，托农莱班境内共有10个宾馆共计423间房间，另有4个露营地，可容纳共770辆露营车。

### 节日
克雷特大庙会是当地的一个大型综合集会，每年九月的第一个周四举办。蒙茹音乐节则在每年夏季举办。

### 媒体
法国主要的媒体均可在托农莱班接收，法国电视三台下属的奥弗涅-罗讷-阿尔卑斯大区频道在部分时段播出托农莱班所属区域的地方新闻。勃朗峰8号是法国东部的一个地方性电视台，覆盖了包括托农莱班在内的整个上萨瓦省，并通过光纤向全法国及瑞士西部地区传播。

## 相关人物
法国将军约瑟夫-马里·德赛、文学家亨利·波尔多、前足球运动员里夏尔·迪特吕埃尔和塞巴斯蒂安·弗赖出生于托农莱班。

## 友好城市
截至2020年4月，托农莱班共与两座城市互为友好城市关系：
- 德国 埃伯巴赫（1961年）
- 美国 默瑟岛（2000年）